# Усть-Волмское сельское поселение
Усть-Волмское се́льское поселе́ние — муниципальное образование в Крестецком районе Новгородской области Российской Федерации.
Административный центр — деревня Усть-Волма.

## География
Территория сельского поселения расположена в центральной части Новгородской области, к северу от посёлка Крестцы.
По территории муниципального образования протекают реки Мста, Волма.

## История
Статус и границы сельского поселения установлены Законом Новгородской области от 11 ноября 2005 года № 559-ОЗ «Об административно-территориальном устройстве Новгородской области».
Законом Новгородской области от 3 марта 2016 года Устьволмское сельское поселение переименовано в Усть-Волмское сельское поселение.

## Население
| 2010 | 2012 | 2013 | 2014 | 2015 | 2016 | 2017 |
| ---- | ---- | ---- | ---- | ---- | ---- | ---- |
| 564  | ↗637 | ↗709 | ↗761 | ↘702 | ↘682 | ↗683 |
| 2021 |      |      |      |      |      |      |
| ↘482 |      |      |      |      |      |      |

## Состав сельского поселения
| №  | Населённый пункт | Тип населённого пункта          | Население |
| -- | ---------------- | ------------------------------- | --------- |
| 1  | Амосово          | деревня                         | 14        |
| 2  | Борок            | деревня                         | 0         |
| 3  | Великая Нива     | деревня                         | 24        |
| 4  | Ветренка         | деревня                         | 3         |
| 5  | Вины             | деревня                         | 115       |
| 6  | Волна            | деревня                         | 31        |
| 7  | Вороново         | деревня                         | 20        |
| 8  | Горбуново        | деревня                         | 2         |
| 9  | Далево           | деревня                         | 22        |
| 10 | Ересино          | деревня                         | 26        |
| 11 | Жерновка         | деревня                         | 20        |
| 12 | Жихарево         | деревня                         | 13        |
| 13 | Заволонье        | деревня                         | 9         |
| 14 | Заречное Рыдино  | деревня                         | 8         |
| 15 | Княженицы        | деревня                         | 2         |
| 16 | Курино           | деревня                         | 13        |
| 17 | Курово           | деревня                         | 9         |
| 18 | Невская          | деревня                         | 17        |
| 19 | Новое Заберенье  | деревня                         | 7         |
| 20 | Новое Рыдино     | деревня                         | 13        |
| 21 | Олешня           | деревня                         | 11        |
| 22 | Ольховка         | деревня                         | 23        |
| 23 | Поводьё          | деревня                         | 1         |
| 24 | Сивера           | деревня                         | 0         |
| 25 | Снетцы           | деревня                         | 9         |
| 26 | Старое Заберенье | деревня                         | 2         |
| 27 | Теребушово       | деревня                         | 1         |
| 28 | Усть-Волма       | деревня, административный центр | 143       |
| 29 | Хмелёвка         | деревня                         | 0         |
| 30 | Холова           | деревня                         | 5         |
| 31 | Шеребуть         | деревня                         | 1         |

## Транспорт
По территории сельского поселения проходит автодорога из деревни Вины, от федеральной автомобильной дороги «Россия» М10.